# کلاته سعید (قائنات)
کلاته سعید روستایی در دهستان قائن بخش مرکزی شهرستان قائنات استان خراسان جنوبی ایران است. بر پایه سرشماری عمومی نفوس و مسکن در سال ۱۳۹۰ جمعیت این روستا ۱۲۵ نفر (در ۴۲ خانوار) بوده‌است.